# Hakob Tonoyani anvan Sowpergavat' 2013
La Hakob Tonoyani anvan Sowpergavat' 2013 è stata la sedicesima edizione della supercoppa armena di calcio.
L'incontro si giocò il 24 settembre 2013 nella capitale Erevan e venne disputato tra il vincitore del campionato, il Širak, e il vincitore della coppa, il P'yownik. Ad aggiudicarsi il titolo, per la quarta volta nella sua storia, fu il Širak. 

## Tabellino
| Arbitro: | Hovhannisyan (Erevan) |

|                     |           |  |
| Deble 29’ Kadio 86’ | Marcatori |  |